# Bajana
Bajana, badjana, lou bajanac, lou bajanat – potrawa typowa dla langwedockiej kuchni regionalnej, szczególnie charakterystyczna dla rejonów górskich (Sewennów); zupa sporządzana z kasztanów jadalnych z dodatkiem mleka koziego.
Przepis na bajanę przetrwał w formie praktycznie niezmienionej od czasów rzymskich, gdy stanowiła potrawę spożywaną po zbyt obfitych ucztach. Wywar z gotowanych na małym ogniu suszonych kasztanów, namoczonych wpierw przez wiele godzin w wodzie, stanowi do dziś podstawę bajany.
Analogiczne potrawy kuchni europejskiej spotykane są m.in. w kuchni żydowskiej, jednak w tym wypadku zupę gotuje się z posiekanych i podsmażonych na patelni kasztanów z dodatkiem mleka krowiego.